# مرفق معلومات التنوع الحيوي العالمي

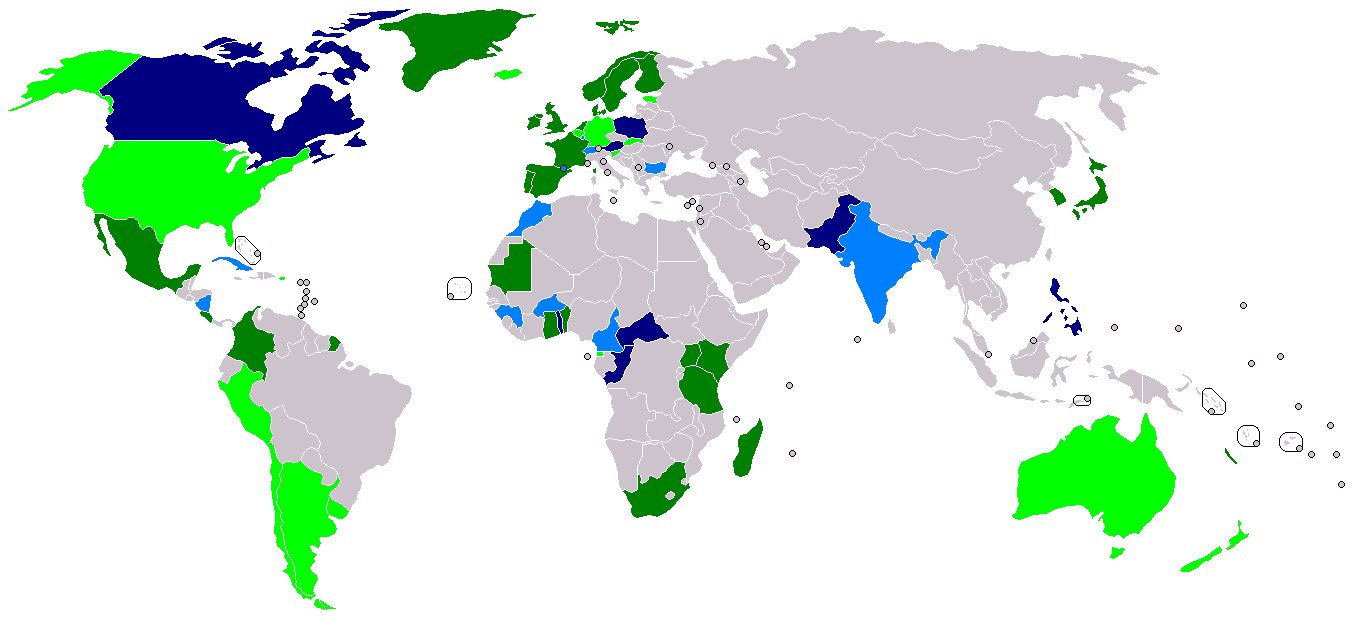
الأعضاء القادرون على التصويت الذين وقعوا على مذكرة تفاهم 2012
الأعضاء القادرون على التصويت الذين لم يوقعوا على مذكرة تفاهم 2012
الأعضاء المنتسبين الذين وقعوا على مذكرة تفاهم 2012
الأعضاء المنتسبين الذين لم يوقعوا على مذكرة تفاهم 2012

مرفق معلومات التنوع الحيوي العالمي (بالإنجليزية: Global Biodiversity Information Facility)‏ أو (GBIF) هو منظمة دولية تركز على توفير البيانات العلمية المتعلقة بالتنوع الحيوي متاحة عبر الإنترنت باستخدام خدمات الويب. يتم توفير البيانات من قبل العديد من المؤسسات من مختلف أنحاء العالم. هندسة المعلومات في هذا المرفق تجعل هذه البيانات متاحة وقابلة للبحث من خلال بوابة واحدة. البيانات المتاحة من خلال بوابة مرفق معلومات التنوع الحيوي العالمي هي في المقام الأول بيانات التوزيع للنباتات والحيوانات والفطريات والميكروبات وبيانات الأسماء العلمية.